# Xalxalqışlaq
Xalxalqışlaq är en ort i Azerbajdzjan.   Den ligger i distriktet Oğuz Rayonu, i den centrala delen av landet, 210 km väster om huvudstaden Baku. Xalxalqışlaq ligger 578 meter över havet och antalet invånare är 249.
Terrängen runt Xalxalqışlaq är varierad, och sluttar söderut. Närmaste större samhälle är Oğuz, 4,7 km nordväst om Xalxalqışlaq. 
Trakten runt Xalxalqışlaq består till största delen av jordbruksmark. Runt Xalxalqışlaq är det ganska glesbefolkat, med 34 invånare per kvadratkilometer.